# Fantasy-Jahr 2019
Übersicht

◄◄ | ◄ | 2015 | 2016 | 2017 | 2018 | Fantasy-Jahr 2019 | 2020 | 2021 | 2022 | 2023 | ►

Weitere Ereignisse